# Johann Gotthelf Leberecht Abel
Johann Gotthelf Leberecht Abel (* 18. Oktober 1749 in Halberstadt; † 27. September 1822) war ein deutscher Arzt und Kunstsammler.

## Leben
Johann Gotthelf Leberecht Abel war der Sohn des Halberstädter Arztes Friedrich Gottfried Abel (1714–1794) und dessen zweiter Ehefrau Katharina Marie Magdalena geb. Riese. Sein Großvater war der bedeutende Historiker und Dichter Caspar Abel.
Johann Gotthelf Leberecht Abel praktizierte in Mülheim am Rhein, ehe er 1784 nach Düsseldorf wechselte. 1809 setzte er sich stark für die Neuordnung des Medizinalwesens im Großherzogtum Berg ein. Johann Georg Müller (1780–1842) widmete seine Dissertation den Mitgliedern des Düsseldorfer Medizinalkollegiums, dessen Vorstand zu diesem Zeitpunkt Johann Gotthelf Leberecht Abel war. Abel wurde mit dem Roten Adlerorden ausgezeichnet.
Abel war neben seiner medizinischen Tätigkeit sehr an der Bildenden Kunst interessiert. Aus den Jahren 1796 und 1797 ist eine Korrespondenz mit Gleim über das in der Entstehung begriffene Porträt Gleims von Johann Peter von Langer überliefert. Abel war mit Klamer Schmidt verschwägert.
November 1792 befreite Abel Johann Wolfgang Goethe im Hause von Friedrich Heinrich Jacobi zu Pempelfort vom Hexenschuss. Goethe weilte auf dem Rückweg der Campagne in Frankreich dort, erwähnt es aber in dem Bericht nicht.

## Grabmal
Die Grabstätte des Arztes wurde von J. Liebesleben in seinem Buch Düsseldorf’s schönste Kirchhofs-Monumente beschrieben. Das Grabmal befand sich in der evangelischen Abteilung des „Düsseldorfer Leichenhofes“ in der Mitte der vierten Reihe des zweiten Feldes, war etwa 5 Fuß hoch und mit einer von Lorbeerzweigen umrahmten Tränenurne geschmückt. Auf der Vorderseite trug es die Inschrift „Dieser gemeinsame Stein bezeichnet die Schlummerstätte des weiland K. Pr. Medizinalraths Joh. Gotthilf Lebrecht Abel * d. 18. Okt. 1749, † d. 27. Sept. 1822, so wie die seiner Mutter der verwitweten Doktorin Maria Cath. Abel, geb. Riese, * d. 3. Aug. 1731, † d. 16. Aug. 1819“.
Auf der Rückseite des Steins war ein Gedicht zu finden, das auf Abels Tätigkeit als Arzt sowie auf seine Interessen als Kunstfreund eingeht:
In des Friedens stillen Reichen,

Harrend auf des Allvergelters Lohn,

Ruhen Mutter hier und Sohn.

Sie war Mutter ohne Gleichen;

Freunden Freund, dem Dulder Trost war er,

Und des Schönen treuer Förd’rer.

Gnade schenke Gott, um Christi Leiden,

Den im Tod auch noch vereinten Beiden.

## Werke
- Johann Gotthelf Leberecht Abel und Philipp Adolf Boehmer: Resp. P. A. Boehmer. De Regimine in febribus acutis moderato optimo, etc, 1771.